# Joseph V. McKee
Joseph V. McKee, Sr. (8 de agosto de 1889 - 28 de enero de 1956) fue originalmente un maestro en la DeWitt Clinton High School en el Bronx (Nueva York), pero luego se convirtió en un demócrata políticamente activo.
McKee se casó con Cornelia Kraft el 27 de noviembre de 1918. Ocupó el cargo de asambleísta por el 7.º Distrito de la Asamblea (condado de Bronx) desde 1918 hasta 1923 y fue juez municipal desde 1924 hasta 1926. En 1926, fue elegido presidente del Concejo de la Ciudad de Nueva York con Jimmy Walker como alcalde.
McKee fue nombrado alcalde interino de Nueva York luego de la renuncia del alcalde Walker el 1 de septiembre de 1932. Walker, quien renunció a causa de un escándalo y la amenaza de una acusación criminal, subsiguientemente huyó a Europa hasta que el riesgo de ser acusado fuese remoto.
McKee luego perdería una elección especial contra John P. O'Brien en noviembre de 1932 para terminar el mandato de Walker como alcalde. Su período de cuatro meses como alcalde interino de Nueva York terminó el 31 de diciembre de 1932.
En noviembre de 1933, McKee fue candidato a alcalde por el Partido de la Recuperación contra el alcalde demócrata John P. O'Brien y Fiorello LaGuardia, pero perdió ante LaGuardia. Ocupó el cargo de delegado en la Convención Nacional Demócrata por Nueva York en 1932, 1936, 1940 y 1944.
McKee murió en 1956 y fue enterrado en el Gate of Heaven Cemetery en Hawthorne (Nueva York).